# Gerardus Bodewes
Gerardus Bodewes (Kleinemeer, 15 juni 1785 – Martenshoek, 18 januari 1854) was een Nederlandse scheepsbouwer.

## Leven en werk
Bodewes werd in 1785 te Kleinemeer geboren als een zoon van de klompenmaker Joost Bodewes (1748-1832) en Elisabeth Lumbak (1750-1831). Hij kwam uit een geslacht van scheepsbouwers te Hoogezand. Zijn grootvader was de kuiper Hilbrand Bodewes (ca. 1710-1781). Aanvankelijk werkte Bodewes als scheepstimmerman. In 1812 richtte hij de Bodewes Scheepswerven Martenshoek (BSM) op, de scheepswerf ging later de Bodewes Shipyards heten.
Bodewes trouwde twee keren. Eerst trouwde hij met Geertruida Bijlholt (1789-1836) op 7 februari 1812 te Hoogezand en samen hadden ze tien kinderen. Na het overlijden van zijn eerste echtgenote trouwde hij met Margaretha Agnes Buissing (1801-1879) op 29 april 1839 te Appingedam. Uit dit huwelijk werden vier kinderen geboren.